# 青海橋

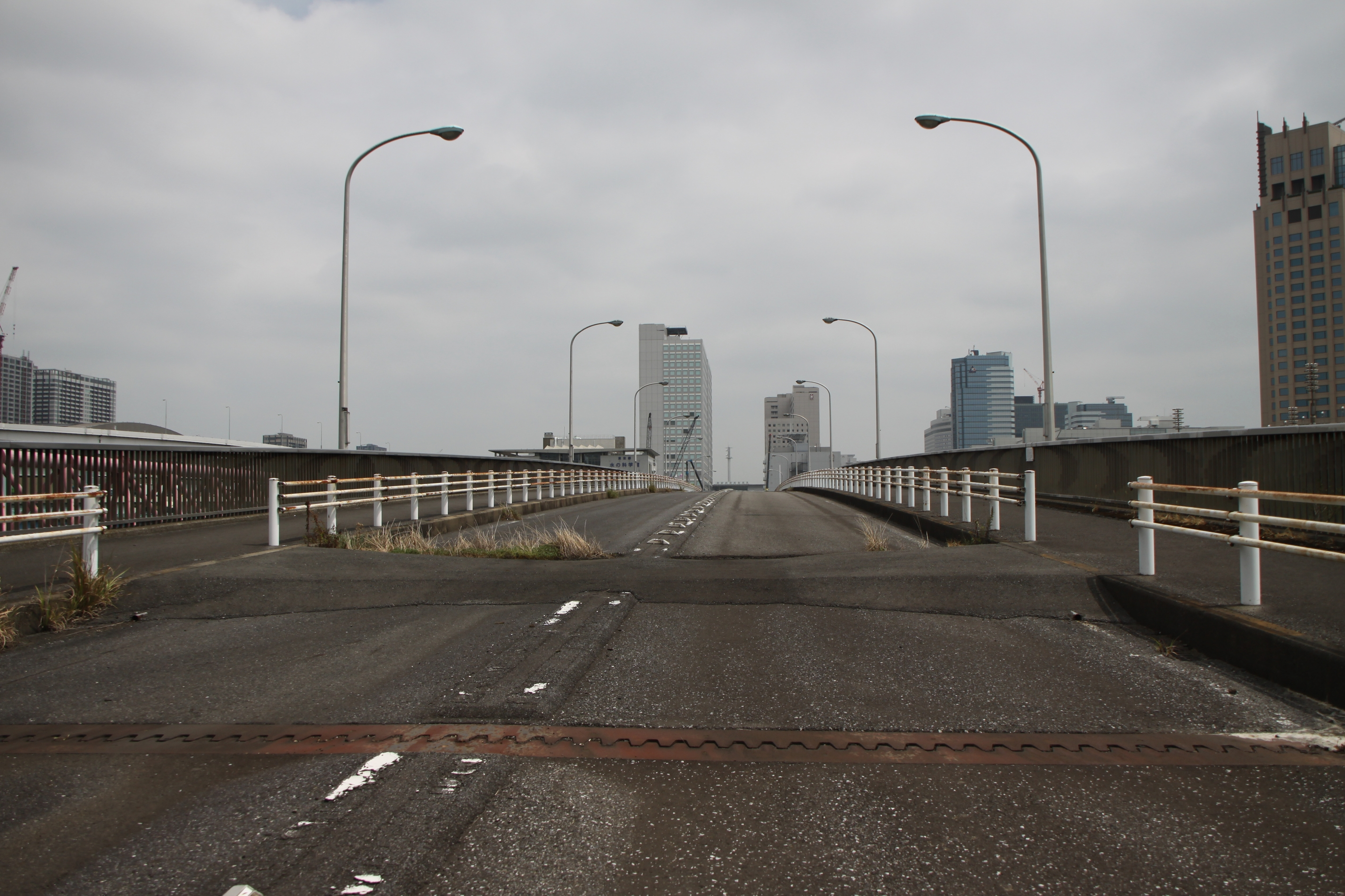
青海橋

青海橋（あおみばし）は有明西運河をまたぎ東京都江東区有明と青海を結ぶ道路橋である。同じく同運河をまたぐのぞみ橋、新都橋、有明橋、夢の大橋、あけみ橋と平行するように架かり、有明橋と夢の大橋の間にある。2021年時点では既に用途廃止されており、通行ができない状態となっている。

## 概要
- 橋長：240メートル[2]
- 形式：連続箱桁橋[2]
- 完成年：1986年[2]

## 沿革
東京臨海副都心開発計画の一環として1987年に開通した。当初は工事用道路として使用され、周辺の開発工事を支えた。その後1991年に供用が開始され、一般道として使用可能になったが、1993年に世界都市博覧会（1996年開催予定）が決定された後、供用開始からわずか3年後となる1994年に廃止された。世界都市博覧会では会場施設の一環として利用される予定だったと見られる。
しかし、1995年に世界都市博覧会が中止されるとともに臨海副都心開発が大幅に見直されると、青海橋は周囲に並行する橋が多数あり交通に必要不可欠ではなくなったこと、撤去費用が高額になることなどから供用廃止のまま放置されることになった。
その後「臨海副都心まちづくり推進計画」の一環として1997年に歩道に用途を限定して供用が再開されたが、2020年東京オリンピックの開催が決定されると関連工事のため再び閉鎖された。
東京都では、用途を廃止した上で取扱について検討を進めてきたところであったが、アクセスの課題が大きく車両・歩行者の動線としての活用が困難であることや、隣接海上公園を含めた景観を考慮し撤去することとし、2021年度東京都予算案で撤去に向けた予算が計上された。
2022年には東京都電子調達システムの発注予定情報に「青海橋撤去詳細設計」が発表された。

## 青海橋を舞台とした作品
1991年に放映されたテレビドラマ「ふぞろいの林檎たちIII」の、仲手川と綾子が歩くシーンに登場する。

## アクセス
- りんかい線東京テレポート駅から徒歩3分。

## 周辺施設
- 水の広場公園
- 東京都水の科学館
- 東京臨海副都心
- 武蔵野大学有明キャンパス